# واودریکورت، پس دو کلیس
واودریکورت، پس دو کلیس (به فرانسوی: Vaudricourt, Pas-de-Calais) یک کمون در فرانسه است که در پا-دو-کاله واقع شده‌است.

## خصوصیات
واودریکورت ۲٫۹۹ کیلومترمربع مساحت و ۹۲۰ نفر جمعیت دارد و ۴۵ متر بالاتر از سطح دریا واقع شده‌است.